# Ma tribu
 (février 2023).
Si vous disposez d'ouvrages ou d'articles de référence ou si vous connaissez des sites web de qualité traitant du thème abordé ici, merci de compléter l'article en donnant les références utiles à sa vérifiabilité et en les liant à la section « Notes et références ».
Pour le film, voir My Family (film).
Pour la société de production, voir My Family (société de production).
Ma tribu (My Family) est une série télévisée britannique en 120 épisodes créée par Fred Barron et diffusée entre le 19 septembre 2000 et le 2 septembre 2011 sur BBC One.
En France, la série est diffusée depuis le 6 février 2002 sur Comédie ! et rediffusée sur Canal+ Family.

## Synopsis
Cette série met en scène le quotidien de la famille Harper dans le quartier londonien de Chiswick.

## Distribution
- Robert Lindsay (VF : Thierry Murzeau) : Ben Harper
- Zoë Wanamaker (VF : Isabelle Leprince) : Susan Harper
- Kris Marshall (VF : François Creton) : Nick Harper
- Gabriel Thomson (VF : Arthur Pestel) : Michael Harper
- Daniela Denby-Ashe (VF : Chantal Macé) : Janey Harper (saisons 1 à 3)
- Siobhan Hayes (VF : Elisa Bourreau) : Abi Harper (à partir de la saison 3)
- Keiron Self (VF : Philippe Valmont) : Roger Bailey Jr. (à partir de la saison 3)
- Daisy Donovan (VF : Elisa Bourreau) : Brigitte McKay (saison 1)

## Distinctions

### Récompenses
- British Comedy Award 2002 : Meilleur nouvel acteur dans une série comique pour Kris Marshall
- National Television Award 2003 : Série comique la plus populaire
- Rose d'or 2005 : Meilleure actrice dans une série comique pour Zoë Wanamaker
- TV Quick Award 2007 : Meilleure série comique

## Citations
- "Si les dentistes étaient des peintres, tu serais Beethoven."

Abigael Harper (Siobhan Hayes) à Roger Bailey Jr. (Keiron Self).